# Нежна полиция
„Нежна полиция“ (на английски: The Heat) е американска екшън комедия от 2013 г. на режисьора Пол Фийг, по сценарий на Кейт Диполд. Във филма участват Сандра Бълок и Мелиса Маккарти. Официалната премиера на филма в САЩ е в Ню Йорк Сити на 23 юни 2013 г., а в цялата страна – на 28 юни.